# Robin Hood and the Ranger
Robin Hood and the Ranger, Roud 933, är en av flera medeltida ballader om legenden Robin Hood.
Balladen räknas som nr. 131 i The English and Scottish Popular Ballads.